# 619 (tal)
619 är det naturliga heltal som följer 618 och följs av 620.

## Matematiska egenskaper
- 619 är ett udda tal.
- 619 är ett primtal[1].
- 619 är ett defekt tal.
- 619 är ett lyckotal.

## Inom vetenskapen
- 619 Triberga, en asteroid.